# Wiry (Basses-Carpates)
Pour les articles homonymes, voir Wiry.
Wiry est une localité polonaise de la gmina de Grębów, située dans le powiat de Tarnobrzeg en voïvodie des Basses-Carpates.